# 翔んだパープリン
『翔んだパープリン』（とんだパープリン）は、1981年10月16日から1982年3月26日まで、フジテレビで放送されたテレビドラマである。放送時間は、毎週金曜19:00 - 19:30(JST)。全24回。
学園にやってきた女性教師と彼女が受け持つ生徒達が巻き起こす騒動をコメディタッチで描いたドラマである。『翔んだカップル』『翔んだライバル』に続く、『翔んだ』シリーズの第3弾として放送された。

## 出演者
- 小野妹子先生：服部まこ（のちの服部真湖）
- 矢沢英一：デイビー藤本
- 谷村慎吾：柳沢慎吾
- 松山千夏：蔦木恵美子
- 楽師丸ひろ子：村上里佳子（のちのRIKACO）
- 織田二郎：轟二郎
- 所平太：所ジョージ
- 校長先生：村上不二夫
- 教頭先生：石井愃一
- 坂本金七先生：佐藤B作
- 黒崎旭先生：坂本あきら
- 磯野あられ先生：松金よね子
- 後宮春樹：秋山武史
- ポッポちゃん：三ツ矢雄二
- ナレーター：柴田秀勝

ほか

## スタッフ
- 原作：牛窪正弘
- 脚本：岡部俊夫
- 演出：牛窪正弘

## 挿入歌
- 「いかしたマイティーチャー」 作詞・作曲・編曲：NOBODY　歌：デイビー

## ネットについて
本作が放送された時間枠は、ローカルセールス枠であり、近畿広域圏の関西テレビでは自社制作番組の『ライオン・チャレンジQ』が編成されていたため、本作は別枠で放送された。しかし、本作と同時期に『チャレンジQ』も終了し、本作の後番組には、それまで、関西テレビで木曜19時枠で放送されていた（関東地区では木曜夕方に放送）『阪急ドラマシリーズ』を移動させたため、1982年4月から1983年3月まで、フジテレビと関西テレビの金曜19時台は、同時ネットで放送されることとなった。